# Анн-П'єр Монтеск'ю
Анн-П'єр Монтеск'ю-Фезансак (фр. Anne-Pierre de Montesquiou-Fézensac; 17 жовтня 1739, Париж—30 грудня 1798) — французький аристократ, політичний та військовий діяч часів Французької революції.

## Життєпис
Походив з давньої гасконської аристократичної родини . У 1754 році був зарахуваним до Королівської гвардії. У 1768 році він став  полковником королівських гренадерів. У 1771 році став першим конюшим Жозефа Луї Ксав'є, графа Провансу, майбутнього короля Людовика XVIII. Разом з військовою кар'єрою займався розбудовою власних маєтків та господарства, зокрема розведення овець-мериносів. У 1780 році отримав звання польового маршала. У 1784 році став членом Французької академії.
У 1789 році був обраним депутатом генеральних штатів від знаті міста Мо. Підтримував ідеї третього стану. Під час засідань Установчих зборів став на бік революції. Призначається доповідачем Комітету з фінансів зборів. У 1791 році обирається президентом Установчих зборів. Того ж року отримав звання генерал-лейтенанта, служив під орудою маркіза Лафайєта. У 1792 році призначається командувачем Південної армії. Був запідозрений у змові з врагами республіки, на цій підставі Конвент видав постанову про його відсторонення від керування армією. Проте поки  наказ дійшов до півдня країни Монтеск'ю захопив Савойю. Тому незабаром після цього наказ про відсторонення скасували. Втім незабаром того ж року його звинуватили у змові з роялістами. У зв'язку з цим Монтеск'ю втік до Женеви (Швейцарія), де перебував до 9 термідора, коли його ім'я було викреслено з переліку небезпечних емігрантів. Повернувся до Франції у 1795 році. Помер 30 грудня 1798 року у Парижі.

## Праці
- «Du gouvernement des finances de France, d'après les lois constitutionnelles»
- «Coup d’œil sur la révolution française».